# Čas obnažení
Čas obnažení (v anglickém originále The Naked Time) je čtvrtý díl první řady seriálu Star Trek. Premiéra epizody proběhla 29. září 1966

## Příběh
Hvězdného data 1704.2 přilétá USS Enterprise pod vedením kapitána Kirka na planetu Psi 2000, kde se nachází výzkumná stanice. Výsadek však nachází všech 6 vědců zmrzlých, veškeré systémy podpory života jsou vypnuté. V průběhu průzkumu místa se Joe Tormolen, člen výsadku, infikuje neznámým virem, když si sundá rukavici.
Na palubě lodi se Tormolen začíná chovat podivně. V jídelně napadá poručíka Sulua, který se tak také virem infikuje. Tormolen je dopraven na ošetřovnu, kde později umírá. Dr. McCoy je tím zaskočen, protože zranění nebyla nikterak vážná, a vše nasvědčuje tomu, že Tormolen pouze ztratil vůli žít. Nákaza se dále šíří po lodi. Sulu svévolně opustí své stanoviště a začne posádku ohrožovat svým kordem. Poručík Riley sám sebe označí za kapitána lodi a ve strojovně převezme ovládání lodi, přes rozhlas žádá pro posádku dvojité porce zmrzliny a zpívá. Enterprise navíc začíná klesat na orbitě a být pomalu přitahována planetou Psi 2000. Zatímco se Scotty snaží dostat do strojovny, je Spock infikován virem, když mu sestra Chapelová vyzná lásku na ošetřovně. Rileyho se daří dostat ze strojovny a Scotty s Kirkem se snaží o opětovné spuštění motorů, protože Riley je stihl odstavit. Jejich opětovné spuštění však může zapříčinit implozi lodi. McCoyovi se daří izolovat virus a najít protilátku. Kirk se snaží donutit Spocka, aby vypočítal směšovací vzorec pro rychlé spuštění motorů, ale ten je částečně nakažen virem a nevnímá, dokud se navzájem s Kirkem fyzicky nenapadnou. Kirk je tak také infikován, ale Spock nemoc přemáhá a dává pro Scottyho dohromady potřebný vzorec. Kapitán dostává na můstku od McCoye protilátku a dává rozkaz strojovně k nouzovému spuštění motorů.
Enterprise se daří opustit orbitu Psi 2000. Při vzdalování se od planety Sulu hlásí, že lodní čas běží pozpátku. Kapitán Kirk a jeho posádka tak objevují zakřivení času, neboli cestování časem. (Zakřivení času se později využije ve filmu Star Trek IV: Cesta domů.)